# 酒のツマミになる話
『酒のツマミになる話』（さけのツマミになるはなし）は、フジテレビ系列で2021年4月2日から毎週金曜日 21:58 - 22:52（JST）に放送されているトークバラエティ番組。
2021年4月2日から2024年2月2日までは『人志松本の酒のツマミになる話』（ひとしまつもとのさけのツマミになるはなし）で、松本人志（ダウンタウン）の冠番組として放送されていたが、松本の無期限芸能活動休止に伴い現在の番組名となった。

## 概要
2020年8月21日から2021年3月19日までは『ダウンタウンなう』内の特別企画として、同番組のメイン企画「本音でハシゴ酒」と並行する形での不定期放送だった。『ダウンタウンなう』が放送終了して、正式に企画を番組化及びレギュラー化されて本番組が放送開始している。
出演者はメインMC、メインMCの両サイドの席はコンビ芸人で、メインMCの左側（下手）の芸人が進行役（松本は、この両サイドの席を「助さん格さん席」と呼び、全幅の信頼を置いている）、ゲストが4人の計7人（2回目から4回目まではゲストが5人の計8人）。
"酒のツマミになるような話なら何をしゃべってもOK"という緩いルールのもと、芸人、タレント、モデル、アイドル、アーティスト、俳優、女優、アスリート、アナウンサー、文化人など様々なジャンルのゲストが出演。収録前に楽屋で自身が好きなお酒を数杯飲み、収録中でも酒を飲みながらほろ酔い気分で酒の席が盛り上がる本音トークを繰り広げる。2021年6月25日放送分からは、飲酒は収録前の楽屋だけで、収録中は飲まずに行われる。2023年5月から新型コロナウイルスの制限緩和により、再び収録中に飲酒するスタイルに戻っている。
『人志松本のすべらない話』のフォーマットを踏襲して始まった企画で、『すべらない話』のセットを使用しているが、中央に飾っている肖像画がほろ酔いの表情でTシャツ姿になっていたり、肖像画の下に置かれた写真には『ダウンタウンのごっつええ感じ』のコントセットや『一人ごっつ』の大仏のセット写真を白黒加工したものが飾られていたり、黒いサイコロではなく、本来サイコロを振るエリアの淵が7等分されてゲストの名前が書かれており（1回目から4回目までは8等分。1回目は星印があり、そこに止まったらメインMCの指名やゲストの立候補で決定、2回目から4回目はゲストが5人のため）、メインMCがサイコロを振るエリアで特製のビアボトルを回し、止まった注ぎ口の先を指したゲストからトークのきっかけとなるお題を決め、そこから話を膨らませていく。また、新型コロナウイルス感染防止対策としてプレーヤーの間にアクリル板が設置されているが、2021年6月25日からはメインテーブルの一番奥（メインMCが座る正面の席の反対側）に別のテーブルが置かれ、メインテーブルに5人、奥のテーブルに2人が座り、感染防止対策が強化された（出演者の詳細は当該項目を参照）。
2023年12月29日 21:00 - 22:52（JST）には番組初の年末の2時間の拡大版が放送された。
2025年7月25日は通常放送は休止だったが、TVerにて「酒のツマミになる話 HANARE」と題した配信限定の特別編が配信された。メインMCは大悟にかわり後藤が務め、後ろの肖像画も後藤のものに差し替えられ、サブMCはオズワルドが務めた。

### 松本人志の芸能活動休止に伴う対応
2024年1月8日、吉本興業から、司会の松本人志の無期限活動休止が発表されたが、フジテレビは2023年内に収録済みだった番組の放送は検討中とした。このこともあり、上記年末スペシャルにおいて協賛していたビールメーカー2社と消費者金融会社がスポンサー表示を取りやめたことが分かった。
同月11日、フジテレビは1月12日の放送分についてはそのまま放送するとしたが、1月19日以後の放送分は「詳細はお答えできません」として放送未定とした。さらに、この回では30秒スポンサーを中心として5パート・22社が協賛していたが、スポンサーのクレジット表記は全社自粛のパーティシペーション扱いとされていた。
その次の1月19日放送分についても、収録日などの断りの字幕は一切なく、CMは通常通り複数社が30秒を中心に提供したが、協賛表記がなされたのはトイレタリーメーカーとビール会社の2社のみで、残りは前回同様パーティシペーションとされた。
2月9日放送分より、松本の名前を外した『酒のツマミになる話』に番組名を変更し、松本の座っていた席には大悟（千鳥）が座ることになった。

## 出演者
メインMC
- 松本人志（ダウンタウン）放送開始 - 2024年2月2日放送分
- 大悟（千鳥）2024年2月9日放送分 - 

サブMC経験者
- 千鳥（ノブ・大悟）
- フットボールアワー（岩尾望・後藤輝基）
- アンタッチャブル（柴田英嗣・山崎弘也）
- かまいたち（濱家隆一・山内健司）
- ダイアン（津田篤宏・ユースケ）
- さまぁ〜ず（大竹一樹・三村マサカズ）
- ケンドーコバヤシ・陣内智則
- バカリズム・狩野英孝
- 吉村崇（平成ノブシコブシ）
- 小峠英二（バイきんぐ）
- 川島明（麒麟）
- 西田幸治（笑い飯）
- 出川哲朗
- ハライチ（澤部佑・岩井勇気）
- ニューヨーク（屋敷裕政・嶋佐和也）
- あの

## 放送リスト
放送回の括弧内は『ダウンタウンなう』時代からの放送回数を記す。2020年8月から2021年3月までは、ダウンタウンなう#「人志松本の酒のツマミになる話」時代を参照。

### 人志松本の酒のツマミになる話

#### 2021年
| 放送回       | 放送日   | タイトル                                         | 出演者 | 備考                                                 |
| ------------ | -------- | ------------------------------------------------ | --- | ---------------------------------------------------- |
| 第1回（17）  | 04月02日 | 「人志松本の酒のツマミになる話」#15              | 松本人志、千鳥、岡部大（ハナコ）、小泉孝太郎、夏菜、矢部浩之（ナインティナイン）                               | 『人志松本の酒のツマミになる話』として放送スタート。 |
| 第2回（18）  | 04月09日 | 「人志松本の酒のツマミになる話」#16              | 松本人志、千鳥、トラウデン直美、浜口京子、松尾駿（チョコレートプラネット）、溝端淳平                           |                                                      |
| 第3回（19）  | 04月16日 | 「人志松本の酒のツマミになる話」#17              | 松本人志、アンタッチャブル、伊集院光、木村昴、鷲見玲奈、長谷川忍（シソンヌ）                                   |                                                      |
| 第4回（20）  | 04月23日 | 「人志松本の酒のツマミになる話」#18              | 松本人志、アンタッチャブル、R-指定（Creepy Nuts）、狩野英孝、鈴木亜美、山村紅葉                                |                                                      |
| 第5回（21）  | 04月30日 | 「人志松本の酒のツマミになる話」#19              | 松本人志、さまぁ〜ず、ウエンツ瑛士、尾形貴弘（パンサー）、紗栄子、山崎まさよし                                 |                                                      |
| 第6回（22）  | 05月07日 | 「人志松本の酒のツマミになる話」#20              | 松本人志、さまぁ〜ず、小野賢章、高橋愛、出川哲朗、三浦瑠麗                                                     |                                                      |
| 第7回（23）  | 05月14日 | 「人志松本の酒のツマミになる話」#21              | 松本人志、フットボールアワー、剛力彩芽、サーヤ（ラランド）、蛍原徹（雨上がり決死隊）、與那城奨（JO1）          |                                                      |
| 第8回（24）  | 05月21日 | 「人志松本の酒のツマミになる話」#22              | 松本人志、フットボールアワー、菊地亜美、EXILE TAKAHIRO、野田クリスタル（マヂカルラブリー）、Matt               |                                                      |
| 第9回（25）  | 05月28日 | 「延長営業! こぼれちゃったSP」                   | |                                                      |
| 第10回（26） | 06月04日 | 「人志松本の酒のツマミになる話」#23              | 松本人志、千鳥、渋谷凪咲（NMB48）、徳井健太（平成ノブシコブシ）、Hiro（MY FIRST STORY）、ROLAND                |                                                      |
| 第11回（27） | 06月18日 | 「人志松本の酒のツマミになる話」#24              | 松本人志、千鳥、風間俊介、高岡早紀、DJ松永（Creepy Nuts）、藤田ニコル                                          |                                                      |
| 第12回（28） | 06月25日 | 「人志松本の酒のツマミになる話」#25              | 松本人志、ケンドーコバヤシ、陣内智則、エンリケ、新庄剛志、峯岸みなみ、森田哲矢（さらば青春の光）               |                                                      |
| 第13回（29） | 07月02日 | 「人志松本の酒のツマミになる話」#26              | 松本人志、ケンドーコバヤシ、陣内智則、清春、津田篤宏（ダイアン）、ナヲ（マキシマム ザ ホルモン）、本仮屋ユイカ |                                                      |
| 第14回（30） | 07月16日 | 「人志松本の酒のツマミになる話」#27              | 松本人志、フットボールアワー、井上咲楽、酒井美紀、宮舘涼太（Snow Man）、盛山晋太郎（見取り図）                 |                                                      |
| 第15回（31） | 07月23日 | 「豪華芸能人50人の男女の話と悩みの話SP」         | |                                                      |
| 第16回（32） | 07月30日 | 「人志松本の酒のツマミになる話」#28              | 松本人志、フットボールアワー、生駒里奈、おいでやす小田、要潤、根本宗子                                         |                                                      |
| 第17回（33） | 08月06日 | 「延長営業! こぼれちゃったここだけのレアな話SP」 | |                                                      |
| 第18回（34） | 08月13日 | 「人志松本の酒のツマミになる話」#29              | 松本人志、千鳥、片寄涼太（GENERATIONS from EXILE TRIBE）、菊池桃子、長州力、中岡創一（ロッチ）                 |                                                      |
| 第19回（35） | 08月20日 | 「人志松本の酒のツマミになる話」#30              | 松本人志、千鳥、アンミカ、斉藤慎二（ジャングルポケット）、清水翔太、土屋アンナ                                 |                                                      |
| 第20回（36） | 08月27日 | 「人志松本の酒のツマミになる話」#31              | 松本人志、千鳥、神尾楓珠、菊地亜美、田村亮（ロンドンブーツ1号2号）、馬場園梓                                   |                                                      |
| 第21回（37） | 09月03日 | 「人志松本の酒のツマミになる話」#32              | 松本人志、千鳥、綾小路翔（氣志團）、長田庄平（チョコレートプラネット）、小島瑠璃子、島太星（NORD）             |                                                      |
| 第22回（38） | 09月10日 | 「人志松本の酒のツマミになる話」#33              | 松本人志、アンタッチャブル、秋元真夏（乃木坂46）、狩野英孝、中島健人（Sexy Zone）、水野美紀                    |                                                      |
| 第23回（39） | 09月17日 | 「人志松本の酒のツマミになる話」#34              | 松本人志、アンタッチャブル、ウエンツ瑛士、小倉優子、菊田竜大（ハナコ）、辰巳雄大（ふぉ〜ゆ〜）                 |                                                      |
| 第24回（40） | 09月24日 | 「人志松本の酒のツマミになる話」#35              | 松本人志、さまぁ〜ず、伊藤俊介（オズワルド）、大島由香里、勝地涼、黒谷友香                                     |                                                      |
| 第25回（41） | 10月01日 | 「人志松本の酒のツマミになる話」#36              | 松本人志、さまぁ〜ず、ISSA（DA PUMP）、小沢真珠、昴生（ミキ）、森崎ウィン                                      |                                                      |
| 第26回（42） | 10月08日 | 「人志松本の酒のツマミになる話」#37              | 松本人志、フットボールアワー、井上和香、すみれ、水田信二（和牛）、三宅健（V6）                                 |                                                      |
| 第27回（43） | 10月15日 | 「人志松本の酒のツマミになる話」#38              | 松本人志、フットボールアワー、川島明（麒麟）、谷まりあ、塚本高史、観月ありさ                                   |                                                      |
| 第28回（44） | 10月22日 | 「人志松本の酒のツマミになる話」#39              | 松本人志、千鳥、内山理名、Hiro（MY FIRST STORY）、水谷隼、ゆうちゃみ                                           |                                                      |
| 第29回（45） | 10月29日 | 「人志松本の酒のツマミになる話」#40              | 松本人志、千鳥、イワクラ（蛙亭）、千賀健永（Kis-My-Ft2）、知念里奈、蛍原徹                                     |                                                      |
| 第30回（46） | 11月05日 | 「人志松本の酒のツマミになる話」#41              | 松本人志、千鳥、相川七瀬、田中卓志（アンガールズ）、中村静香、龍玄とし                                         |                                                      |
| 第31回（47） | 11月19日 | 「人志松本の酒のツマミになる話」#42              | 松本人志、千鳥、磯村勇斗、王林、鈴木もぐら（空気階段）、田中律子                                               |                                                      |
| 第32回（48） | 11月26日 | 「人志松本の酒のツマミになる話」#43              | 松本人志、フットボールアワー、尾形貴弘（パンサー）、濱田龍臣、藤原紀香、美山加恋                               |                                                      |
| 第33回（49） | 12月10日 | 「人志松本の酒のツマミになる話」#44              | 松本人志、フットボールアワー、大黒摩季、武尊、峯岸みなみ、屋敷裕政（ニューヨーク）                             |                                                      |
| 第34回（50） | 12月17日 | 「人志松本の酒のツマミになる話」#45              | 松本人志、千鳥、藤本敏史（FUJIWARA）、松村沙友理、三浦獠太、水川かたまり（空気階段）                           |                                                      |

#### 2022年
| 放送回                     | 放送日   | タイトル                                  | 出演者 | 備考                          |
| -------------------------- | -------- | ----------------------------------------- | --- | ----------------------------- |
| 第35回（51）               | 01月07日 | 「人志松本の酒のツマミになる話」#46       | 松本人志、千鳥、伊藤沙莉、下野紘、武田真治、松尾駿（チョコレートプラネット）                                                            |                               |
| 第36回（52）               | 01月14日 | 「人志松本の酒のツマミになる話」#47       | 松本人志、フットボールアワー、相田翔子、城田優、橋本直（銀シャリ）、ゆうちゃみ                                                          |                               |
| 第37回（53）               | 01月21日 | 「人志松本の酒のツマミになる話」#48       | 松本人志、フットボールアワー、斉藤慎二（ジャングルポケット）、酒井美紀、田村淳（ロンドンブーツ1号2号）、槙野智章                        | 21:30 - 23:07に拡大版を放送。 |
| 第38回（54）               | 01月28日 | 「人志松本の酒のツマミになる話」#49       | 松本人志、千鳥、大倉士門、近藤春菜（ハリセンボン）、DJ松永（Creepy Nuts）、ヒコロヒー                                                   |                               |
| 第39回（55）               | 02月04日 | 「一頭買い方式! 余すとこなくオンエアSP」  | |                               |
| 第40回（56）               | 02月11日 | 「芸能人が語った超貴重な家族の話SP」      | |                               |
| 第41回（57）               | 02月18日 | 「人志松本の酒のツマミになる話」#50       | 松本人志、千鳥、アンミカ、稲田直樹（アインシュタイン）、加護亜依、杉浦太陽                                                              |                               |
| 第42回（58）               | 02月25日 | 「人志松本の酒のツマミになる話」#51       | 松本人志、フットボールアワー、ウエンツ瑛士、コロッケ、谷まりあ、西田ひかる                                                              |                               |
| 第43回（59）               | 03月04日 | 「人志松本の酒のツマミになる話」#52       | アンタッチャブル、大悟（千鳥）、内田恭子、松村沙友理、森田哲矢（さらば青春の光）、ROLAND                                                |                               |
| 第44回（60）               | 03月11日 | 「人志松本の酒のツマミになる話」#53       | 松本人志、フットボールアワー、大久保嘉人、トリンドル玲奈、野村周平、盛山晋太郎（見取り図）                                              |                               |
| 第45回（61）               | 03月18日 | 「人志松本の酒のツマミになる話」#54       | アンタッチャブル、ノブ（千鳥）、勝地涼、川島明（麒麟）、小島瑠璃子、原晋                                                                |                               |
| 第46回（62）               | 03月25日 | 松本人志快気祝いスペシャル!               | |                               |
| 第47回（63）               | 04月01日 | 「人志松本の酒のツマミになる話」#55       | 松本人志、千鳥、内山理名、サーヤ（ラランド）、長谷川雅紀（錦鯉）、宮舘涼太（Snow Man）                                                  |                               |
| 第48回（64）               | 04月08日 | 「人志松本の酒のツマミになる話」#56       | 松本人志、千鳥、飯尾和樹（ずん）、中島健人（Sexy Zone）、バカリズム、森迫永依                                                           |                               |
| 第49回（65）               | 04月15日 | 「人志松本の酒のツマミになる話」#57       | 松本人志、岩尾望（フットボールアワー）、大悟（千鳥）、小泉孝太郎、須田亜香里（SKE48）、秦基博、Hiro（MY FIRST STORY）                   |                               |
| 第50回（66）               | 04月22日 | 「人志松本の酒のツマミになる話」#58       | 松本人志、岩尾望（フットボールアワー）、大悟（千鳥）、太田光代、風間俊介、紗栄子、田中卓志（アンガールズ）                              |                               |
| 第51回（67）               | 04月29日 | 「人志松本の酒のツマミになる話」#59       | 松本人志、アンタッチャブル、酒井貴士（ザ・マミィ）、佐藤江梨子、粗品（霜降り明星）、花澤香菜                                            |                               |
| 第52回（68）               | 05月06日 | 「人志松本の酒のツマミになる話」#60       | 松本人志、アンタッチャブル、瑛人、EXILE ATSUSHI、せいや（霜降り明星）、藤田ニコル                                                       |                               |
| 第53回（69）               | 05月13日 | 「人志松本の酒のツマミになる話」#61       | 松本人志、千鳥、岡田結実、栗原恵、ジェジュン、高橋茂雄（サバンナ）                                                                      |                               |
| 第54回（70）               | 05月20日 | 「人志松本の酒のツマミになる話」#62       | 松本人志、千鳥、長田庄平（チョコレートプラネット）、SAM（TRF）、中川翔子、山之内すず                                                    |                               |
| 第55回（71）               | 05月27日 | 「人志松本の酒のツマミになる話」#63       | 松本人志、フットボールアワー、柏木由紀（AKB48）、神尾楓珠、長谷川忍（シソンヌ）、村重杏奈                                               |                               |
| 第56回（72）               | 06月03日 | 「人志松本の酒のツマミになる話」#64       | 松本人志、フットボールアワー、狩野英孝、貴島明日香、戸次重幸、ファーストサマーウイカ                                                    |                               |
| 第57回（73）               | 06月10日 | 「人志松本の酒のツマミになる話」#65       | 松本人志、霜降り明星、河井ゆずる（アインシュタイン）、貫地谷しほり、木村昴、河野純喜（JO1）                                             |                               |
| 第58回（74）               | 06月17日 | 「人志松本の酒のツマミになる話」#66       | 松本人志、霜降り明星、伊集院光、片寄涼太（GENERATIONS from EXILE TRIBE）、工藤美桜、リリー（見取り図）                                  |                               |
| 第59回（75）               | 06月24日 | 「人志松本の酒のツマミになる話」#67       | 松本人志、千鳥、秋元真夏（乃木坂46）、伊藤俊介（オズワルド）、神田愛花、野口五郎                                                        |                               |
| 第60回（76）               | 07月01日 | 「人志松本の酒のツマミになる話」#68       | 松本人志、千鳥、梅沢富美男、王林、大倉士門、小宮浩信（三四郎）                                                                          |                               |
| 第61回（77）               | 07月15日 | 「人志松本の酒のツマミになる話」#69       | 松本人志、フットボールアワー、大迫傑、岡部大（ハナコ）、谷まりあ、丸山桂里奈                                                            |                               |
| 第62回（78）               | 07月22日 | 「人志松本の酒のツマミになる話」#70       | 松本人志、千鳥、蒼井翔太、橋本マナミ、松嶋尚美、吉村崇（平成ノブシコブシ）                                                              |                               |
| 第63回（79）               | 07月29日 | 「人志松本の酒のツマミになる話」#71       | 松本人志、千鳥、有岡大貴（Hey! Say! JUMP）、黒沢薫（ゴスペラーズ）、津田篤宏（ダイアン）、トリンドル玲奈                                |                               |
| 第64回（80・緊急蔵出し版） | 08月05日 | 「人志松本の酒のツマミになる話」#72       | 松本人志、フットボールアワー、SHOCK EYE（湘南乃風）、棚橋弘至、土屋アンナ、福田麻貴（3時のヒロイン）                                    | [ 注 1 ]                      |
| 第65回（81）               | 08月12日 | 「人志松本の酒のツマミになる話」#73       | 松本人志、千鳥、昴生（ミキ）、須賀健太、野々村友紀子、村重杏奈                                                                          |                               |
| 第66回（82）               | 08月19日 | 「人志松本の酒のツマミになる話」#74       | 松本人志、千鳥、井桁弘恵、斉藤慎二（ジャングルポケット）、野村忠宏、ヒコロヒー                                                          |                               |
| 第67回（83）               | 08月26日 | 「人志松本の酒のツマミになる話」#75       | 松本人志、川島明（麒麟）、大悟（千鳥）、渋谷凪咲（NMB48）、長州力、藤本敏史（FUJIWARA）、矢井田瞳                                       |                               |
| 第68回（84）               | 09月02日 | 「人志松本の酒のツマミになる話」#76       | 松本人志、川島明（麒麟）、大悟（千鳥）、あの、ウエンツ瑛士、チャン・グンソク、水川かたまり（空気階段）                                  |                               |
| 第69回（85）               | 09月09日 | 「人志松本の酒のツマミになる話」#77       | 松本人志、かまいたち、岡本圭人、水田信二（和牛）、ゆきぽよ、ROLAND                                                                      |                               |
| 第70回（86）               | 09月16日 | 「人志松本の酒のツマミになる話」#78       | 松本人志、かまいたち、板野友美、河井ゆずる（アインシュタイン）、城田優、谷まりあ                                                        |                               |
| 第71回（87）               | 09月30日 | 「人志松本の酒のツマミになる話」#79       | 松本人志、吉村崇（平成ノブシコブシ）、大悟（千鳥）、鬼龍院翔（ゴールデンボンバー）、近藤春菜（ハリセンボン）、HISASHI（GLAY）、松本若菜 |                               |
| 第72回（88）               | 10月07日 | 「人志松本の酒のツマミになる話」#80       | 松本人志、吉村崇（平成ノブシコブシ）、大悟（千鳥）、柏木由紀（AKB48）、Chara、松尾駿（チョコレートプラネット）、與那城奨（JO1）         |                               |
| 第73回（89）               | 10月14日 | 「人志松本の酒のツマミになる話 未公開話」 | | 22:58 - 23:52に放送。         |
| 第74回（90）               | 10月21日 | 「人志松本の酒のツマミになる話」#81       | 松本人志、さまぁ〜ず、内田理央、王林、長谷川忍（シソンヌ）、呂布カルマ                                                                  |                               |
| 第75回（91）               | 10月28日 | 「人志松本の酒のツマミになる話」#82       | 松本人志、さまぁ〜ず、高見沢俊彦（THE ALFEE）、Hiro（MY FIRST STORY）、水野美紀、やす子                                                 |                               |
| 第76回（92）               | 11月04日 | 「人志松本の酒のツマミになる話」#83       | 松本人志、千鳥、ジェジュン、ヒコロヒー、藤田ニコル、堀口恭司                                                                            |                               |
| 第77回（93）               | 11月11日 | 「人志松本の酒のツマミになる話」#84       | 松本人志、千鳥、陣内智則、辰巳雄大（ふぉ〜ゆ〜）、中島知子、ゆうちゃみ                                                                  |                               |
| 第78回（94）               | 11月18日 | 「人志松本の酒のツマミになる話」#85       | 松本人志、アンタッチャブル、朝日奈央、井戸田潤（スピードワゴン）、井上咲楽、寺島しのぶ                                                  |                               |
| 第79回（95）               | 11月25日 | 「人志松本の酒のツマミになる話」#86       | 松本人志、アンタッチャブル、岡野雅行、片寄涼太（GENERATIONS from EXILE TRIBE）、鈴木もぐら（空気階段）、村重杏奈                        |                               |
| 第80回（96）               | 12月02日 | 「人志松本の酒のツマミになる話」#87       | 松本人志、千鳥、板野友美、春日俊彰（オードリー）、松田元太（Travis Japan）、ミッツ・マングローブ                                        |                               |
| 第81回（97）               | 12月09日 | 「人志松本の酒のツマミになる話 未公開SP」 | |                               |
| 第82回（98）               | 12月16日 | 「人志松本の酒のツマミになる話」#88       | 松本人志、千鳥、泉谷しげる、大塚寧々、筧利夫、吉岡秀隆                                                                                  |                               |

#### 2023年
| 放送回         | 放送日   | タイトル                                                 | 出演者                                                                                                   | 備考 |
| -------------- | -------- | -------------------------------------------------------- | --- | ---- |
| 第83回（99）   | 01月06日 | 「人志松本の酒のツマミになる話」#89                      | 松本人志、かまいたち、柄本佑、神田愛花、嶋佐和也（ニューヨーク）、中村ゆり                               |      |
| 第84回（100）  | 01月13日 | 「人志松本の酒のツマミになる話」#90                      | 松本人志、かまいたち、川島海荷、コロッケ、杉谷拳士、りんたろー。（EXIT）                                 |      |
| 第85回（101）  | 01月20日 | 「人志松本の酒のツマミになる話」#91                      | 松本人志、千鳥、狩野英孝、でか美ちゃん、西野未姫、Mr.マリック                                            |      |
| 第86回（102）  | 01月27日 | 「人志松本の酒のツマミになる話」#92                      | 松本人志、千鳥、柏木由紀（AKB48）、下野紘、ハリウッドザコシショウ、槙野智章                              |      |
| 第87回（103）  | 02月03日 | 「人志松本の酒のツマミになる話」#93                      | 松本人志、フットボールアワー、市川猿之助、薄幸（納言）、高橋健介、MIYAVI                                 |      |
| 第88回（104）  | 02月10日 | 「人志松本の酒のツマミになる話」#94                      | 松本人志、フットボールアワー、井口浩之（ウエストランド）、柿澤勇人、立木文彦、野々村友紀子               |      |
| 第89回（105）  | 02月17日 | 「人志松本の酒のツマミになる話」#95                      | 松本人志、千鳥、あの、EXILE SHOKICHI、新庄剛志、ゆりやんレトリィバァ                                     |      |
| 第90回（106）  | 02月24日 | 「人志松本の酒のツマミになる話」#96                      | 松本人志、千鳥、浅香航大、勝地涼、野口聡一、村重杏奈                                                     |      |
| 第91回（107）  | 03月03日 | 「豪華芸能人ツマミ話をおかわり!」                        | |      |
| 第92回（108）  | 03月10日 | 「人志松本の酒のツマミになる話」#97                      | 松本人志、千鳥、河合郁人（A.B.C-Z）、皇治、酒井美紀、やす子                                              |      |
| 第93回（109）  | 03月17日 | 「人志松本の酒のツマミになる話」#98                      | 松本人志、千鳥、伊藤俊介（オズワルド）、工藤美桜、大地真央、三浦獠太                                     |      |
| 第94回（110）  | 03月24日 | 「人志松本の酒のツマミになる話」#99                      | 松本人志、かまいたち、叶美香、前田公輝、松村沙友理、呂布カルマ                                           |      |
| 第95回（111）  | 03月31日 | 「人志松本の酒のツマミになる話」#100                     | 松本人志、かまいたち、紗栄子、佐藤景瑚（JO1）、天童よしみ、山添寛（相席スタート）                        |      |
| 第96回（112）  | 04月07日 | 「人志松本の酒のツマミになる話」#101                     | 松本人志、アンタッチャブル、菊地亜美、バカリズム、原晋、矢吹奈子                                         |      |
| 第97回（113）  | 04月14日 | 「人志松本の酒のツマミになる話」#102                     | 松本人志、アンタッチャブル、田中樹（SixTONES）、田中卓志（アンガールズ）、藤田ニコル、三浦翔平           |      |
| 第98回（114）  | 04月21日 | 「人志松本の酒のツマミになる話」#103                     | 松本人志、フットボールアワー、稲垣吾郎、犬飼貴丈、昴生（ミキ）、ファーストサマーウイカ                   |      |
| 第99回（115）  | 04月28日 | 「人志松本の酒のツマミになる話」#104                     | 松本人志、フットボールアワー、上地雄輔、渋谷龍太（SUPER BEAVER）、白河れい、藤本敏史（FUJIWARA）         |      |
| 第100回（116） | 05月05日 | 「人志松本の酒のツマミになる話」#105                     | 松本人志、千鳥、荒川（エルフ）、加藤茶、木村昴、杉谷拳士                                                 |      |
| 第101回（117） | 05月12日 | 「人志松本の酒のツマミになる話」#106                     | 松本人志、千鳥、大橋未歩、斉藤慎二（ジャングルポケット）、陣（THE RAMPAGE）、ベッキー                    |      |
| 第102回（118） | 05月19日 | 「人志松本の酒のツマミになる話」#107                     | 松本人志、かまいたち、でか美ちゃん、ナダル（コロコロチキチキペッパーズ）、蛍原徹、山本彩                 |      |
| 第103回（119） | 05月26日 | 「人志松本の酒のツマミになる話」#108                     | 松本人志、かまいたち、大野雄大（Da-iCE）、登坂絵莉、ゆうちゃみ、六角精児                                 |      |
| 第104回（120） | 06月02日 | 「人志松本の酒のツマミになる話」#109                     | 松本人志、千鳥、板野友美、おいでやす小田、中島知子、横川尚隆                                             |      |
| 第105回（121） | 06月09日 | 「人志松本の酒のツマミになる話」#110                     | 松本人志、千鳥、石崎ひゅーい、梅沢富美男、谷まりあ、松田元太（Travis Japan）                             |      |
| 第106回（122） | 06月16日 | 「人志松本の酒のツマミになる話」#111                     | 松本人志、フットボールアワー、ELLY（三代目 J SOUL BROTHERS）、近藤千尋、古市憲寿、盛山晋太郎（見取り図） |      |
| 第107回（123） | 06月23日 | 「人志松本の酒のツマミになる話」#112                     | 松本人志、フットボールアワー、蒼井翔太、鈴木奈々、ギャロップ                                             |      |
| 第108回（124） | 06月30日 | 「人志松本の酒のツマミになる話」#113                     | 松本人志、千鳥、岩井勇気（ハライチ）、大橋卓弥（スキマスイッチ）、岡本圭人                               |      |
| 第109回（125） | 07月14日 | 「人志松本の酒のツマミになる話」#114                     | 松本人志、千鳥、数原龍友（GENERATIONS from EXILE TRIBE）、川崎鷹也、滝沢秀一（マシンガンズ）、村重杏奈   |      |
| 第110回（126） | 07月21日 | 「人志松本の酒のツマミになる話」#115                     | 松本人志、霜降り明星、生駒里奈、一ノ瀬ワタル、大倉士門、下野紘                                           |      |
| 第111回（127） | 07月28日 | 「人志松本の酒のツマミになる話」#116                     | 松本人志、霜降り明星、栗原恵、原口あきまさ、宮近海斗（Travis Japan）、渡辺隆（錦鯉）                     |      |
| 第112回（128） | 08月04日 | 「人志松本の酒のツマミになる話」#117                     | 松本人志、さまぁ〜ず、シシド・カフカ、Zeebra、でか美ちゃん、とにかく明るい安村                           |      |
| 第113回（129） | 08月11日 | 「人志松本の酒のツマミになる話」#118                     | 松本人志、さまぁ〜ず、伊藤俊介（オズワルド）、陣（THE RAMPAGE）、SUGIZO、和田明日香                      |      |
| 第114回（130） | 08月18日 | 「名場面一挙公開! おかわりしたい話SP」                   | |      |
| 第115回（131） | 08月25日 | 「人志松本の酒のツマミになる話」#119                     | 松本人志、千鳥、尾形貴弘（パンサー）、ハシヤスメ・アツコ、堀口恭司、和田正人                             |      |
| 第116回（132） | 09月01日 | 「人志松本の酒のツマミになる話」#120                     | 松本人志、千鳥、岡田紗佳、嶋佐和也（ニューヨーク）、DAIGO、長州力                                        |      |
| 第117回（133） | 09月08日 | 「人志松本の酒のツマミになる話」#121                     | 松本人志、アンタッチャブル、伊藤英明、佐藤大樹（FANTASTICS）、ヒコロヒー、松村沙友理                     |      |
| 第118回（134） | 09月15日 | 「人志松本の酒のツマミになる話」#122                     | 松本人志、アンタッチャブル、瑛人、春日俊彰（オードリー）、竹中雄大（Novelbright）、トリンドル玲奈        |      |
| 第119回（135） | 09月22日 | 「入手困難でプレミア化!? ダウンタウン&千鳥グッズ品評会」 | |      |
| 第120回（136） | 09月29日 | 「人志松本の酒のツマミになる話」#123                     | 松本人志、千鳥、福永祐一、真木よう子、森田哲矢（さらば青春の光）、ゆうちゃみ                             |      |
| 第121回（137） | 10月13日 | 「人志松本の酒のツマミになる話」#124                     | 松本人志、千鳥、EXILE NAOTO（EXILE/三代目 J SOUL BROTHERS）、吉瀬美智子、剛力彩芽、横川尚隆              |      |
| 第122回（138） | 10月20日 | 「人志松本の酒のツマミになる話」#125                     | 松本人志、フットボールアワー、家入レオ、おばたのお兄さん、菊地亜美、立木文彦                             |      |
| 第123回（139） | 10月27日 | 「人志松本の酒のツマミになる話」#126                     | 松本人志、フットボールアワー、井上咲楽、カンニング竹山、駿河太郎、松田元太（Travis Japan）               |      |
| 第124回（140） | 11月03日 | 「人志松本の酒のツマミになる話」#127                     | 松本人志、千鳥、ジェジュン、藤本敏史（FUJIWARA）、マキタスポーツ、村重杏奈                               |      |
| 第125回（141） | 11月10日 | 「人志松本の酒のツマミになる話」#128                     | 松本人志、千鳥、神田愛花、なえなの、ヒャダイン、矢作兼（おぎやはぎ）                                     |      |
| 第126回（142） | 11月17日 | 「人志松本の酒のツマミになる話」#129                     | 松本人志、千鳥、狩野英孝、那須川天心、山之内すず、和田アキ子                                             |      |
| 第127回（143） | 11月24日 | 「人志松本の酒のツマミになる話」#130                     | 松本人志、千鳥、小木博明（おぎやはぎ）、GACKT、簡秀吉、谷まりあ                                          |      |
| 第128回（144） | 12月01日 | 「人志松本の酒のツマミになる話」#131                     | 松本人志、フットボールアワー、朝日奈央、菊川怜、サルゴリラ、武田真治                                     |      |
| 第129回（145） | 12月08日 | 「人志松本の酒のツマミになる話」#132                     | 松本人志、フットボールアワー、犬飼貴丈、澤穂希、松尾駿（チョコレートプラネット）、呂布カルマ             |      |
| 第130回（146） | 12月15日 | 「2023年 世間をざわつかせた大事件簿SP!」                 | |      |
| 第131回（147） | 12月29日 | 「2時間スペシャル in 福岡」                              | 松本人志、千鳥、黒木瞳、椎名林檎、山田孝之、カンニング竹山、小峠英二（バイきんぐ）、バカリズム、村重杏奈 |      |

#### 2024年
| 放送回         | 放送日   | タイトル                             | 出演者                                                                                               | 備考 |
| -------------- | -------- | ------------------------------------ | --- | ---- |
| 第132回（148） | 01月05日 | 「大忘年会延長戦 in 福岡!」          | 松本人志、千鳥、カンニング竹山、黒木瞳、小峠英二（バイきんぐ）、バカリズム、村重杏奈、山田孝之       |      |
| 第133回（149） | 01月12日 | 「人志松本の酒のツマミになる話」#133 | 松本人志、千鳥、木村昴、TAKUMA（10-FEET）、西堀亮（マシンガンズ）、藤田ニコル                        |      |
| 第134回（150） | 01月19日 | 「人志松本の酒のツマミになる話」#134 | 松本人志、千鳥、新庄剛志、徳永ゆうき、ナダル（コロコロチキチキペッパーズ）、ベッキー                 |      |
| 第135回（151） | 01月26日 | 「人志松本の酒のツマミになる話」#135 | 松本人志、フットボールアワー、すがちゃん最高No.1（ぱーてぃーちゃん）、野口聡一、野村周平、ゆうちゃみ |      |
| 第136回（152） | 02月02日 | 「人志松本の酒のツマミになる話」#136 | 松本人志、フットボールアワー、岩城滉一、尾形貴弘（パンサー）、押切もえ、ROLAND                       |      |

### 酒のツマミになる話

#### 2024年
| 第137回（153） | 02月09日 | 「酒のツマミになる話」#137 | 千鳥、井上咲楽、陣（THE RAMPAGE）、浪川大輔、令和ロマン                                                                                                 |  |
| 第138回（154） | 02月16日 | 「酒のツマミになる話」#138 | 千鳥、後藤輝基（フットボールアワー）、伊藤俊介（オズワルド）、鈴木おさむ、なえなの、増田貴久（NEWS）                                                    |  |
| 第139回（155） | 02月23日 | 「酒のツマミになる話」#139 | 大悟（千鳥）、アンタッチャブル、鬼龍院翔（ゴールデンボンバー）、たけうちほのか、鳥谷敬、ヒコロヒー                                                      |  |
| 第140回（156） | 03月01日 | 「酒のツマミになる話」#140 | 大悟（千鳥）、アンタッチャブル、アオイヤマダ、サーヤ（ラランド）、野村忠宏、渡辺裕太                                                                    |  |
| 第141回（157） | 03月08日 | 「酒のツマミになる話」#141 | 千鳥、ウエンツ瑛士、ケンドーコバヤシ、酒井美紀、髙木菜那、森田哲矢（さらば青春の光）                                                                    |  |
| 第142回（158） | 03月15日 | 「酒のツマミになる話」#142 | 千鳥、河井ゆずる（アインシュタイン）、国山ハセン、小籔千豊、トリンドル玲奈、松田元太（Travis Japan）                                                    |  |
| 第143回（159） | 03月22日 | 「酒のツマミになる話」#143 | 大悟（千鳥）、ダイアン、浅野いにお、あの、アンミカ、岩井勇気（ハライチ）                                                                                |  |
| 第144回（160） | 03月29日 | 「酒のツマミになる話」#144 | 大悟（千鳥）、ダイアン、風間俊介、夏菜、長谷川忍（シソンヌ）、丸山桂里奈                                                                                |  |
| 第145回（161） | 04月05日 | 「酒のツマミになる話」#145 | 千鳥、王林、小籔千豊、こやまたくや（ヤバイTシャツ屋さん）、中島知子、Hiro（MY FIRST STORY）                                                             |  |
| 第146回（162） | 04月12日 | 「酒のツマミになる話」#146 | 千鳥、粗品（霜降り明星）、蛍原徹、森香澄、山田邦子、横川尚隆                                                                                            |  |
| 第147回（163） | 04月19日 | 「酒のツマミになる話」#147 | 大悟（千鳥）、アンタッチャブル、澤部佑（ハライチ）、 PORIN（Awesome City Club）、槙野智章、矢本悠馬                                                     |  |
| 第148回（164） | 04月26日 | 「酒のツマミになる話」#148 | 大悟（千鳥）、アンタッチャブル、数原龍友（GENERATIONS from EXILE TRIBE）、でか美ちゃん、浜野謙太、矢作兼（おぎやはぎ）                                  |  |
| 第149回（165） | 05月03日 | 「酒のツマミになる話」#149 | 千鳥、井上芳雄、大野雄大（Da-iCE）、川島明（麒麟）、長谷川京子、やす子                                                                                  |  |
| 第150回（166） | 05月10日 | 「酒のツマミになる話」#150 | 千鳥、青木崇高、あの、小峠英二（バイきんぐ）、松倉海斗（Travis Japan）、吉村崇（平成ノブシコブシ）                                                      |  |
| 第151回（167） | 05月17日 | 「酒のツマミになる話」#151 | 大悟（千鳥）、フットボールアワー、あんり（ぼる塾）、二階堂高嗣（Kis-My-Ft2）、西洸人（INI）、博多大吉（博多華丸・大吉）                                 |  |
| 第152回（168） | 05月24日 | 「酒のツマミになる話」#152 | 大悟（千鳥）、フットボールアワー、柏木由紀、勝俣州和、剛力彩芽、信子（ぱーてぃーちゃん）                                                                |  |
| 第153回（169） | 05月31日 | 「酒のツマミになる話」#153 | 千鳥、伊藤歩、岡田紗佳、小杉竜一（ブラックマヨネーズ）、澤部佑（ハライチ）、中島颯太（FANTASTICS）                                                      |  |
| 第154回（170） | 06月07日 | 「酒のツマミになる話」#154 | 千鳥、IKKO、小木博明（おぎやはぎ）、香音、きょん（コットン）、ゆうちゃみ                                                                                |  |
| 第155回（171） | 06月14日 | 「酒のツマミになる話」#155 | 大悟（千鳥）、フットボールアワー、神田愛花、小瀧望（WEST.）、関根勤、髙比良くるま（令和ロマン）                                                         |  |
| 第156回（172） | 06月21日 | 「酒のツマミになる話」#156 | 大悟（千鳥）、フットボールアワー、菊川怜、せいや（霜降り明星）、田中美久、八乙女光（Hey! Say! JUMP）                                                    |  |
| 第157回（173） | 07月05日 | 「酒のツマミになる話」#157 | 千鳥、いしのようこ、石原良純、小籔千豊、谷まりあ、野田クリスタル（マヂカルラブリー）                                                                    |  |
| 第158回（174） | 07月12日 | 「酒のツマミになる話」#158 | 千鳥、ガクテンソク、清塚信也、高橋真麻、長谷川忍（シソンヌ）、森香澄                                                                                    |  |
| 第159回（175） | 07月19日 | 「酒のツマミになる話」#159 | 千鳥、篠原ともえ、陣（THE RAMPAGE）、すみれ、関太（タイムマシーン3号）、高橋茂雄（サバンナ）                                                            |  |
| 第160回（176） | 07月26日 | 「酒のツマミになる話」#160 | 千鳥、飯尾和樹（ずん）、内田理央、GACKT、平井理央、松田元太（Travis Japan）                                                                             |  |
| 第161回（177） | 08月02日 | 「未公開大放出スペシャル」 | |  |
| 第162回（178） | 08月09日 | 「酒のツマミになる話」#161 | 大悟（千鳥）、バカリズム、狩野英孝、梅沢富美男、おいでやす小田、なえなの、本田望結                                                                      |  |
| 第163回（179） | 08月16日 | 「酒のツマミになる話」#162 | 大悟（千鳥）、バカリズム、狩野英孝、井上咲楽、EXILE TAKAHIRO（EXILE）、大久保佳代子（オアシズ）、尾形貴弘（バンサー）                                   |  |
| 第164回（180） | 08月23日 | 「酒のツマミになる話」#163 | 千鳥、佐藤隆太、ザ・パンチ、澤部佑（ハライチ）、西畑大吾（なにわ男子）、藤田ニコル                                                                      |  |
| 第165回（181） | 08月30日 | 「酒のツマミになる話」#164 | 千鳥、瑛人、櫻井優衣（FRUITS ZIPPER）、久本雅美、藤本敏史（FUJIWARA）、吉村崇（平成ノブシコブシ）                                                       |  |
| 第166回（182） | 09月06日 | 「酒のツマミになる話」#165 | 千鳥、瀬戸康史、津田篤宏（ダイアン）、夏菜、新山（さや香）、三谷幸喜                                                                                    |  |
| 第167回（183） | 09月13日 | 「酒のツマミになる話」#166 | 千鳥、岡本圭人、小峠英二（バイきんぐ）、サーヤ（ラランド）、白洲迅、中島知子                                                                            |  |
| 第168回（184） | 10月11日 | 「酒のツマミになる話」#167 | 千鳥、ウルフ・アロン、江村美咲、叶姉妹、川島明（麒麟）、清春、桐生祥秀、博多華丸（博多華丸・大吉）、東出昌大、松村沙友理、やす子、横山裕（SUPER EIGHT） |  |
| 第169回（185） | 10月18日 | 「酒のツマミになる話」#168 | 千鳥、髙田真希、徳井義実（チュートリアル）、戸谷菊之介、ファーストサマーウイカ、吉村崇（平成ノブシコブシ）                                              |  |
| 第170回（186） | 10月25日 | 「酒のツマミになる話」#169 | 千鳥、えなこ、小峠英二（バイきんぐ）、鳥谷敬、ヒコロヒー、松田元太（Travis Japan）                                                                      |  |
| 第171回（187） | 11月01日 | 「酒のツマミになる話」#170 | 大悟（千鳥）、アンタッチャブル、片寄涼太（GENERATIONS from EXILE TRIBE）、高城れに（ももいろクローバーZ）、浪川大輔、ふくらP                            |  |
| 第172回（188） | 11月08日 | 「酒のツマミになる話」#171 | 大悟（千鳥）、アンタッチャブル、伊集院光、ジェシー（SixTONES）、チャンソン（2PM）、ゆうちゃみ                                                           |  |
| 第173回（189） | 11月15日 | 「酒のツマミになる話」#172 | 大悟（千鳥）、かまいたち、飯島直子、小沢仁志、昴生（ミキ）、柳葉敏郎、矢本悠馬                                                                          |  |
| 第174回（190） | 11月22日 | 「酒のツマミになる話」#173 | 大悟（千鳥）、かまいたち、柏木由紀、秦基博、光浦靖子（オアシズ）、ラブレターズ                                                                          |  |
| 第175回（191） | 11月29日 | 「酒のツマミになる話」#174 | 千鳥、澤部佑（ハライチ）、スヨン（少女時代）、永野、観月ありさ、森香澄                                                                                  |  |
| 第176回（192） | 12月06日 | 「酒のツマミになる話」#175 | 千鳥、ウエンツ瑛士、大友花恋、砂田将宏（BALLISTIK BOYZ）、関根勤、東方神起                                                                              |  |
| 第177回（193） | 12月13日 | 「2024年大事件簿SP!」      | |  |

#### 2025年
| 放送回         | 放送日   | タイトル                      | 出演者 | 備考            |
| -------------- | -------- | ----------------------------- | --- | --------------- |
| 第178回（194） | 01月10日 | 「酒のツマミになる話」#176    | 千鳥、市川紗椰、木村昴、新庄剛志、出川哲朗、八木勇征（FANTASTICS）                                                          |                 |
| 第179回（195） | 01月17日 | 「酒のツマミになる話」#177    | 千鳥、Shigekix、谷まりあ、出川哲朗、村上（マヂカルラブリー）、宮舘涼太（Snow Man）                                          |                 |
| 第180回（196） | 01月24日 | 「酒のツマミになる話」#178    | 大悟（千鳥）、フットボールアワー、あの、簡秀吉、金ちゃん（鬼越トマホーク）、南野陽子                                        |                 |
| 第181回（197） | 01月31日 | 「酒のツマミになる話」#179    | 大悟（千鳥）、フットボールアワー、久保田かずのぶ（とろサーモン）、夏菜、松丸亮吾、三山凌輝                                  |                 |
| 第182回（198） | 02月07日 | 「酒のツマミになる話」#180    | 千鳥、大友花恋、杉谷拳士、西田幸治（笑い飯）、長谷川京子、令和ロマン                                                        |                 |
| 第183回（199） | 02月14日 | 「酒のツマミになる話」#181    | 千鳥、国生さゆり、澤部佑（ハライチ）、野呂佳代、本田真凜、森香澄                                                            |                 |
| 第184回（200） | 02月21日 | 「酒のツマミになる話」#182    | 大悟（千鳥）、フットボールアワー、王林、狩野英孝、新浜レオン、原晋                                                          |                 |
| 第185回（201） | 02月28日 | 「酒のツマミになる話」#183    | 大悟（千鳥）、フットボールアワー、稲村亜美、EXILE TAKAHIRO、なえなの、吉村崇（平成ノブシコブシ）                            |                 |
| 第186回（202） | 03月07日 | 「酒のツマミになる話」#184    | 千鳥、あの、宇野昌磨、GACKT、永野、バカリズム                                                                               |                 |
| 第187回（203） | 03月14日 | 「酒のツマミになる話」#185    | 千鳥、稲田美紀（紅しょうが）、北山宏光、中島知子、バカリズム、福田麻貴（3時のヒロイン）                                     |                 |
| 第188回（204） | 04月04日 | 「酒のツマミになる話」#186    | 千鳥、石原良純、バッテリィズ、藤田ニコル、松田元太（Travis Japan）、屋敷裕政（ニューヨーク）                                |                 |
| 第189回（205） | 04月11日 | 「酒のツマミになる話」#187    | 千鳥、伊沢拓司、宇垣美里、大野雄大（Da-iCE）、尾形貴弘（パンサー）、嶋佐和也（ニューヨーク）                                |                 |
| 第190回（206） | 04月18日 | 「酒のツマミになる話」#188    | 大悟（千鳥）、フットボールアワー、EXILE NAOTO（EXILE/三代目 J SOUL BROTHERS）、大森南朋、中川安奈、松井ケムリ（令和ロマン） |                 |
| 第191回（207） | 04月25日 | 「酒のツマミになる話」#189    | 大悟（千鳥）、フットボールアワー、えなこ、勝地涼、角田夏実、ベッキー                                                        |                 |
| 第192回（208） | 05月02日 | 豪華芸能人 未公開トーク放出SP | |                 |
| 第193回（209） | 05月09日 | 「酒のツマミになる話」#190    | 千鳥、重盛さと美、綱啓永、徳井義実（チュートリアル）、長谷川忍（シソンヌ）、ヒコロヒー                                      |                 |
| 第194回（210） | 05月16日 | 「酒のツマミになる話」#191    | 千鳥、浦川翔平（THE RAMPAGE）、田渕章裕（インディアンス）、博多大吉（博多華丸・大吉）、松村沙友理、和田アキ子               |                 |
| 第195回（211） | 05月23日 | 「酒のツマミになる話」#192    | 大悟（千鳥）、大久保佳代子（オアシズ）、笠松将、髙田真希、トリンドル玲奈、ハライチ                                          |                 |
| 第196回（212） | 06月06日 | 「酒のツマミになる話」#193    | 大悟（千鳥）、阪口珠美、高橋茂雄（サバンナ）、夏菜、二階堂高嗣（Kis-My-Ft2）、ハライチ                                      |                 |
| 第197回（213） | 06月13日 | 「酒のツマミになる話」#194    | 千鳥、上田竜也、小関裕太、友田オレ、なえなの、バカリズム                                                                    |                 |
| 第198回（214） | 06月20日 | 「酒のツマミになる話」#195    | 千鳥、やす子、蛍原徹、前田裕二、大橋和也（なにわ男子）、岡田紗佳                                                            |                 |
| 第199回（215） | 06月27日 | 「酒のツマミになる話」#196    | 大悟（千鳥）、かまいたち、竹財輝之助、木村昴、千葉恵里（AKB48）、小杉竜一（ブラックマヨネーズ）                             |                 |
| 第200回（216） | 07月11日 | 「酒のツマミになる話」#197    | 大悟（千鳥）、かまいたち、原沙知絵、DAIGO、ゆうちゃみ、河井ゆずる（アインシュタイン）                                       |                 |
| 第201回（217） | 07月18日 | 「酒のツマミになる話」#198    | 千鳥、今田耕司、川島明（麒麟）、神田愛花、小泉孝太郎、村上信五（SUPER EIGHT） あの、石原良純、風間俊介、林遣都、ホラン千秋  | 2時間スペシャル |
| 第202回（218） | 08月01日 | 「酒のツマミになる話」#199    | 千鳥、王林、久保田かずのぶ（とろサーモン）、下野紘、松倉海斗（Travis Japan）、森香澄                                        |                 |
| 第203回（219） | 08月08日 | 「酒のツマミになる話」#200    | 千鳥、宇垣美里、大友花恋、重盛さと美、陣（THE RANPAGE）、中山秀征                                                           |                 |
| 第204回（220） | 08月15日 | 「酒のツマミになる話」#201    | 大悟（千鳥）、ツートライブ、岩橋玄樹、近藤千尋、矢井田瞳、リリー（見取り図）                                                |                 |

## スタッフ
- ナレーター：若本規夫、山﨑夕貴（フジテレビアナウンサー、番組開始 - 2023年6月30日、2025年4月4日 - ）[注 4]
- 構成：高須光聖、酒井健作、ビル坂恵、長谷川優
- TP：馬塲義土（フジテレビ）
- TM：高瀬義美、橋本雄司（共に以前はTD）【週替り】
- SW：小川利行（以前はCAM）
- CAM：木俣希
- VE：高橋正直
- AUD：加瀬悦史
- 照明：甲斐則行
- 編集：吉田裕樹
- MA：足達健太郎
- 音響効果：高津浩史
- 美術制作：棈木陽次
- アートコーディネーター（2018年3月まで美術進行）：林勇、三上貴子
- 美術デザイン：鈴木賢太（フジテレビ／フジアール）
- 大道具：松本達也
- アクリル装飾：犬塚健
- 電飾：齋藤真依
- 装飾：百瀬貴弥
- アートフレーム：石井智之
- 生花装飾：荒川直史
- メイク：山田かつら、TEES
- CGプロデュース：久保田幸
- CGディレクター：鈴木鉄平
- CGデザイン：杉原有紀
- CG制作：Ricefield Inc.
- CG技術：遠山健太郎、中山陽介
- 技術協力：ニユーテレス、マルチバックス、デジデリック、fmt、東京オフラインセンター、ENO STUDIO、casinodrive
- 広報：谷川有季（フジテレビ）
- デスク：三重野香苗（2025年1月24日 - ）
- 制作協力：吉本興業
- TK：松下絵里
- 制作進行︰井上美由（2024年4月12日 - 、以前はディレクター→一時離脱）
- FD：小笠原昌輝
- AP：三谷奈央（以前はFD）、井通寛太
- 制作P：安部公代、五十嵐久也、八木未果子（八木→以前はAP）
- ディレクター：住田崇、渡辺恭三、麻生裕久、武田直也、佐藤野枝、松本泰治（LINGUS）、北山拓・米田唯一（フジテレビ）、久保光史、内田葵、大和田祐人（米田・久保・内田→共に以前はFD）
- プロデューサー：青木広美（2024年7月12日 - 、以前は制作P）、宮下森資（吉本興業）
- 総合演出：日置祐貴（フジテレビ、2019年7月12日 - ）
- チーフプロデューサー：橋本英司（フジテレビ、2024年7月12日 - 、2019年7月26日 - 2021年6月はプロデューサー）
- 制作：フジテレビ編成総局バラエティ制作局（旧バラエティ制作センター→バラエティ制作部→制作局第二制作センター→編成局制作センター第二制作室→編成制作局制作センター第二制作室）
- 制作著作：フジテレビ

### 過去のスタッフ
- 企画：松本人志
- 制作統括：中嶋優一（フジテレビ、2019年7月26日 - 2020年9月、以前はチーフプロデューサー）
- ナレータ―：永島優美（フジテレビアナウンサー※当時、2023年7月7日 - 2023年10月13日、11月3日）ホラン千秋（2023年11月10日 - 2025年3月14日）
- 構成：岐部昌幸、海老克哉、さだ
- TP：児玉洋
- SW：河西純
- 照明：北澤正樹
- 編集：榎本祐紀
- 音響効果：多田思央美、田中寿一
- 美術デザイン：永井達也（フジテレビ／フジアール）
- 大道具：丸野彰久、佐藤貴志
- アクリル装飾：堀内重彰、谷口航平、栩木崇行
- 電飾：枝茂孝、白鳥雄一
- 装飾：門間誠
- メイク：Office MAKISE
- スタイリスト：利光英治郎
- 技術協力：IMAGICA、J-WORKS
- イラスト：奈々子、山里將樹
- リサーチ：フリード、ビスポ、スコープ
- TK：水越理恵、海老澤廉子
- 広報：瀧澤航一郎・瀬田裕幸・斎藤千可子・太田真紀子・木場晴香・山本美沙（山本→途中から）・北村桃子・竹田恵理子・根本智史・渡邉杏子（全員フジテレビ）
- デスク：吉岡沙織、榎本かすみ、藤田冴子、植林茜
- AP：島田源太郎（UNITED PRODUCTIONS）、岡田怜子
- 制作P：桐谷太一（途中から）
- FD：渡辺恭平（フジテレビ）、林奈実、和田完吾、淡路紗生、兼平千寛
- 制作進行：足立宰
- ディレクター：阿部裕一郎、黒澤寛、福司龍太（neo）、玉野鼓太郎（フジテレビ）、藤原麻衣、冨田直伸（フジテレビ）、飯沼慶治郎（飯沼→以前はFD）、城山海周・阪口智稀（フジテレビ）
- 総合演出：田村優介（フジテレビ、以前はディレクター）
- プロデューサー：松本祐紀・西村宗範・池田拓也（全員フジテレビ、池田→2021年7月16日 - 2024年7月5日）
- チーフプロデューサー：蜜谷浩弥（フジテレビ、2019年7月26日 - 2020年10月2日、以前は総合演出→プロデューサー）、矢﨑裕明（フジテレビ、2020年10月16日 - 2022年3月26日）、萬匠祐基（フジテレビ、2022年4月1日 - 2024年7月5日、2021年7月16日 - 2022年3月26日はプロデューサー）

## ネット局と放送時間
| 放送対象地域   | 放送局                    | 系列                                         | 放送日時                     | ネット状況 | 備考   |
| -------------- | ------------------------- | -------------------------------------------- | ---------------------------- | ---------- | ------ |
| 関東広域圏     | フジテレビ（CX）          | フジテレビ系列                               | 金曜 21:58 - 22:52           | 制作局     | 制作局 |
| 北海道         | 北海道文化放送（uhb）     | フジテレビ系列                               | 金曜 21:58 - 22:52           | 同時ネット |        |
| 岩手県         | 岩手めんこいテレビ（mit） | フジテレビ系列                               | 金曜 21:58 - 22:52           | 同時ネット |        |
| 宮城県         | 仙台放送（OX）            | フジテレビ系列                               | 金曜 21:58 - 22:52           | 同時ネット |        |
| 秋田県         | 秋田テレビ（AKT）         | フジテレビ系列                               | 金曜 21:58 - 22:52           | 同時ネット |        |
| 山形県         | さくらんぼテレビ（SAY）   | フジテレビ系列                               | 金曜 21:58 - 22:52           | 同時ネット |        |
| 福島県         | 福島テレビ（FTV）         | フジテレビ系列                               | 金曜 21:58 - 22:52           | 同時ネット |        |
| 新潟県         | NST新潟総合テレビ（NST）  | フジテレビ系列                               | 金曜 21:58 - 22:52           | 同時ネット |        |
| 長野県         | 長野放送（NBS）           | フジテレビ系列                               | 金曜 21:58 - 22:52           | 同時ネット |        |
| 静岡県         | テレビ静岡（SUT）         | フジテレビ系列                               | 金曜 21:58 - 22:52           | 同時ネット |        |
| 富山県         | 富山テレビ（BBT）         | フジテレビ系列                               | 金曜 21:58 - 22:52           | 同時ネット |        |
| 石川県         | 石川テレビ（ITC）         | フジテレビ系列                               | 金曜 21:58 - 22:52           | 同時ネット |        |
| 福井県         | 福井テレビ（FTB）         | フジテレビ系列                               | 金曜 21:58 - 22:52           | 同時ネット |        |
| 中京広域圏     | 東海テレビ（THK）         | フジテレビ系列                               | 金曜 21:58 - 22:52           | 同時ネット |        |
| 近畿広域圏     | 関西テレビ（KTV）         | フジテレビ系列                               | 金曜 21:58 - 22:52           | 同時ネット |        |
| 島根県・鳥取県 | さんいん中央テレビ（TSK） | フジテレビ系列                               | 金曜 21:58 - 22:52           | 同時ネット |        |
| 岡山県・香川県 | 岡山放送（OHK）           | フジテレビ系列                               | 金曜 21:58 - 22:52           | 同時ネット |        |
| 広島県         | テレビ新広島（tss）       | フジテレビ系列                               | 金曜 21:58 - 22:52           | 同時ネット |        |
| 愛媛県         | テレビ愛媛（EBC）         | フジテレビ系列                               | 金曜 21:58 - 22:52           | 同時ネット |        |
| 高知県         | 高知さんさんテレビ（KSS） | フジテレビ系列                               | 金曜 21:58 - 22:52           | 同時ネット |        |
| 福岡県         | テレビ西日本（TNC）       | フジテレビ系列                               | 金曜 21:58 - 22:52           | 同時ネット |        |
| 佐賀県         | サガテレビ（STS）         | フジテレビ系列                               | 金曜 21:58 - 22:52           | 同時ネット |        |
| 長崎県         | テレビ長崎（KTN）         | フジテレビ系列                               | 金曜 21:58 - 22:52           | 同時ネット |        |
| 熊本県         | テレビくまもと（TKU）     | フジテレビ系列                               | 金曜 21:58 - 22:52           | 同時ネット |        |
| 鹿児島県       | 鹿児島テレビ（KTS）       | フジテレビ系列                               | 金曜 21:58 - 22:52           | 同時ネット |        |
| 沖縄県         | 沖縄テレビ（OTV）         | フジテレビ系列                               | 金曜 21:58 - 22:52           | 同時ネット |        |
| 大分県         | テレビ大分（TOS）         | 日本テレビ系列 フジテレビ系列                | 金曜 21:58 - 22:52           | 同時ネット |        |
| 青森県         | 青森放送（RAB）           | 日本テレビ系列                               | 水曜 0:54 - 1:51（火曜深夜） | 遅れネット |        |
| 山梨県         | テレビ山梨（UTY）         | TBS系列                                      | 火曜 0:45 - 1:45（月曜深夜） | 遅れネット |        |
| 山口県         | テレビ山口（tys）         | TBS系列                                      | 水曜 23:56 - 翌0:53          | 遅れネット |        |
| 宮崎県         | テレビ宮崎（UMK）         | フジテレビ系列 日本テレビ系列 テレビ朝日系列 | 木曜 0:54 - 1:49（水曜深夜） | 遅れネット | [ 9 ]  |